# Hans Friedrich Gottlob von Kreckwitz
Hans Friedrich Gottlob von Kreckwitz (geb. 11. Mai 1716 in Siegersdorf (Schlesien); gest. 1767 in Talbendorf) war ein preußischer Justizrat, Marschkommissar und Landrat.

## Herkunft

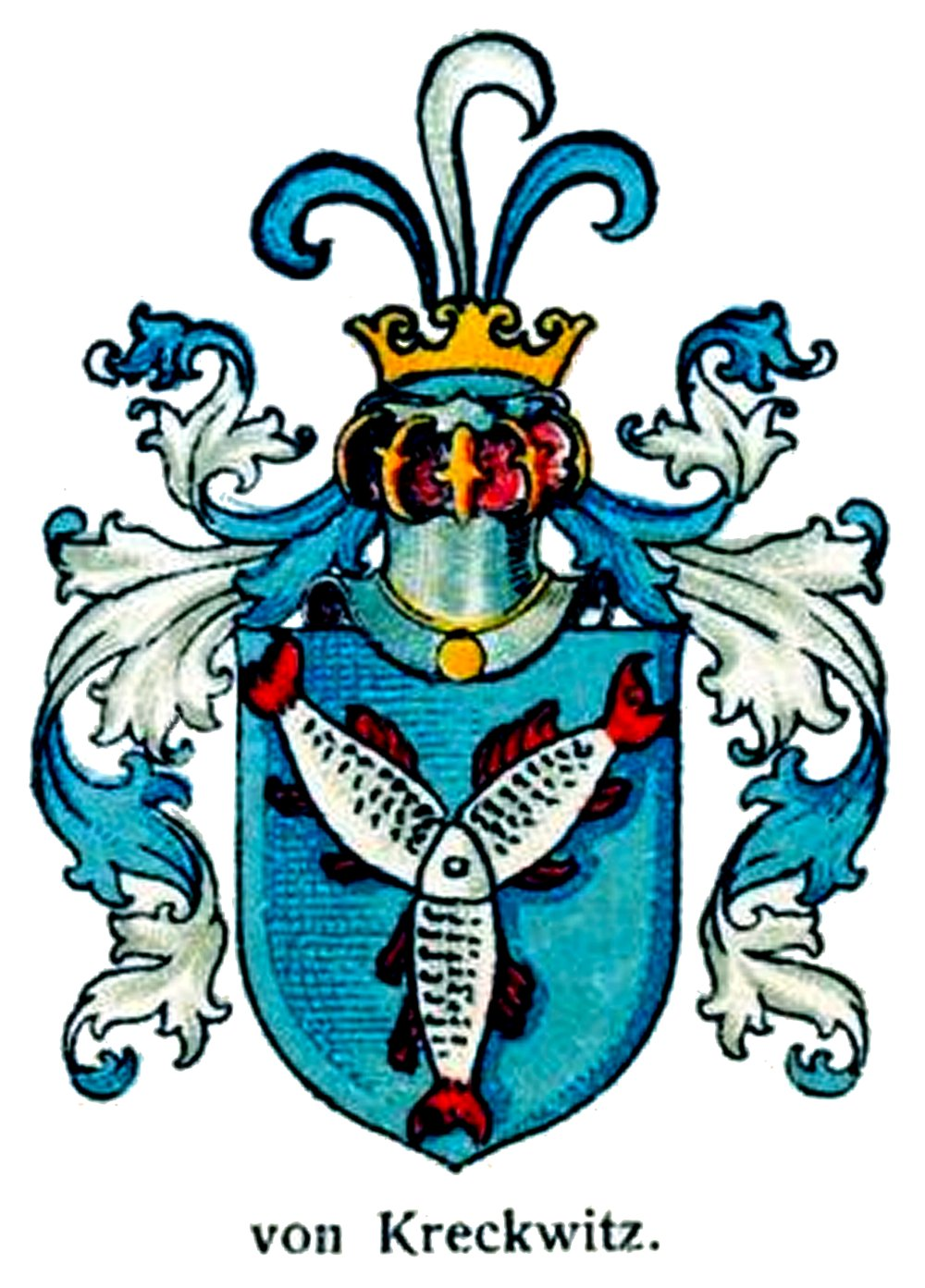
Wappen derer von Kreckwitz

Hans Friedrich Gottlob von Kreckwitz war Angehöriger des schlesischen Adelsgeschlechts Kreckwitz. Er war ein Sohn von Adam Leonhardt von Kreckwitz und Talbendorf (* 1680), Herr auf Ober- und Nieder Talbendorf und dessen Ehefrau (⚭ 12. Mai 1711) Albertina Dorothea Elisabeth (1691–1721), geb. von Gersdorf aus dem Hause Siegersdorf. Seine beiden Schwestern waren Ursula Catharina (* 1714) und Barbara Elisabeth Albertina (* 1718).

## Werdegang
Nach einem Jurastudium amtierte er ab 1742 als königlicher Justizrat und ständiger Kommissar in den Kreisen Wohlau und Steinau. Nachdem er von den Ständen zum Marschkommissar und Deputierten im Kreis Lüben gewählt worden war, wurde er auf eigen Wunsch hin am 21. Mai 1757 von seinem Dienst als Justizkommissar verabschiedet. Zwischen 1759 und 1763 amtierte er als Landrat des Kreises Lüben, ihm folgte 1764 Heinrich Ferdinand Wilhelm von Nickisch und Roseneck.

## Persönliches
Hans Friedrich Gottlob von Kreckwitz saß auf Talbendorf, das zu dieser Zeit einen Wert von 14.000 Talern aufwies.

## Familie
Hans Friedrich Gottlob von Kreckwitz war seit 1740 mit Johanna Louise (* 1722), geb. von Niebelschütz, verheiratet. Aus dieser Ehe gingen u. a. drei Söhne und die Tochter Sophie Renate Christiane (1741–1809) hervor. Sie war seit dem 25. Oktober 1772 mit Christian Wilhelm von Prittwitz und Gaffron (1739–1807), Landrat des Kreises Frankenstein vermählt.